# Nucli planetari

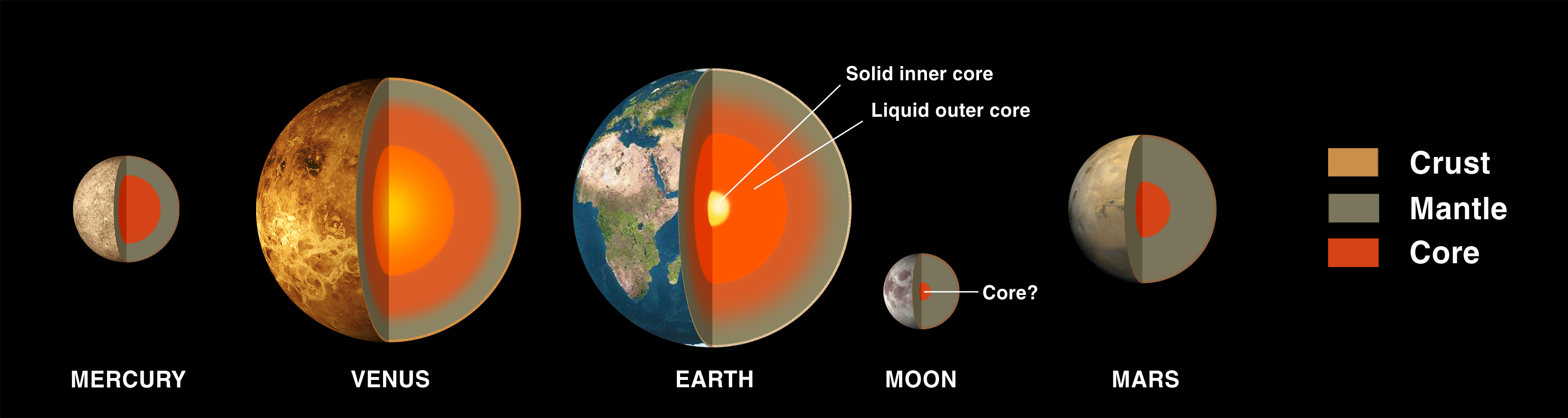
Nuclis de diferents planetes

En geologia, el nucli (d'un planeta) és el conjunt de les seves capes més internes, que pot ser líquid o sòlid. depenent de factors com la grandària, edat o proximitat del planeta al seu estrella. El nucli de la Terra és en part líquid, mentre que el nucli de Mart es creu que és sòlid, atès que la major part del seu camp magnètic ha desaparegut. Només un nucli líquid pot generar un camp magnètic.
Els gegants gasosos també tenen nucli, tot i que la seva composició encara és motiu de debat i podria ser des de la tradicional mescla de roca i ferro fins a gel o hidrogen metàl·lic fluid. El nuclis dels gegants gasosos són proporcionalment més petits que els dels planetes terrestres, encara que són considerablement més grans que el de la Terra i l'exoplaneta HD149026 b té un nucli 67 cops més gran que la massa de la Terra.